# Референдум о вступлении Хорватии в Европейский союз
Референдум о вступлении Хорватии в Европейский союз состоялся 22 января 2012 года. Этому непосредственно предшествовали два события: завершение переговоров о присоединении Хорватии к ЕС (30 июля 2011) и подписание договора о присоединении (9 декабря 2011). Парламент Хорватии утвердил решение о вступлении в ЕС 23 декабря 2011, а также назначил дату референдума по этому вопросу. Этот референдум является вторым в истории страны после референдума о независимости 1991 года.
На нём был вынесен вопрос:

Вы за членство Республики Хорватии в Европейском союзе?
Оригинальный текст (хорв.)Jeste li za članstvo Republike Hrvatske u Europskoj uniji?

## Результаты

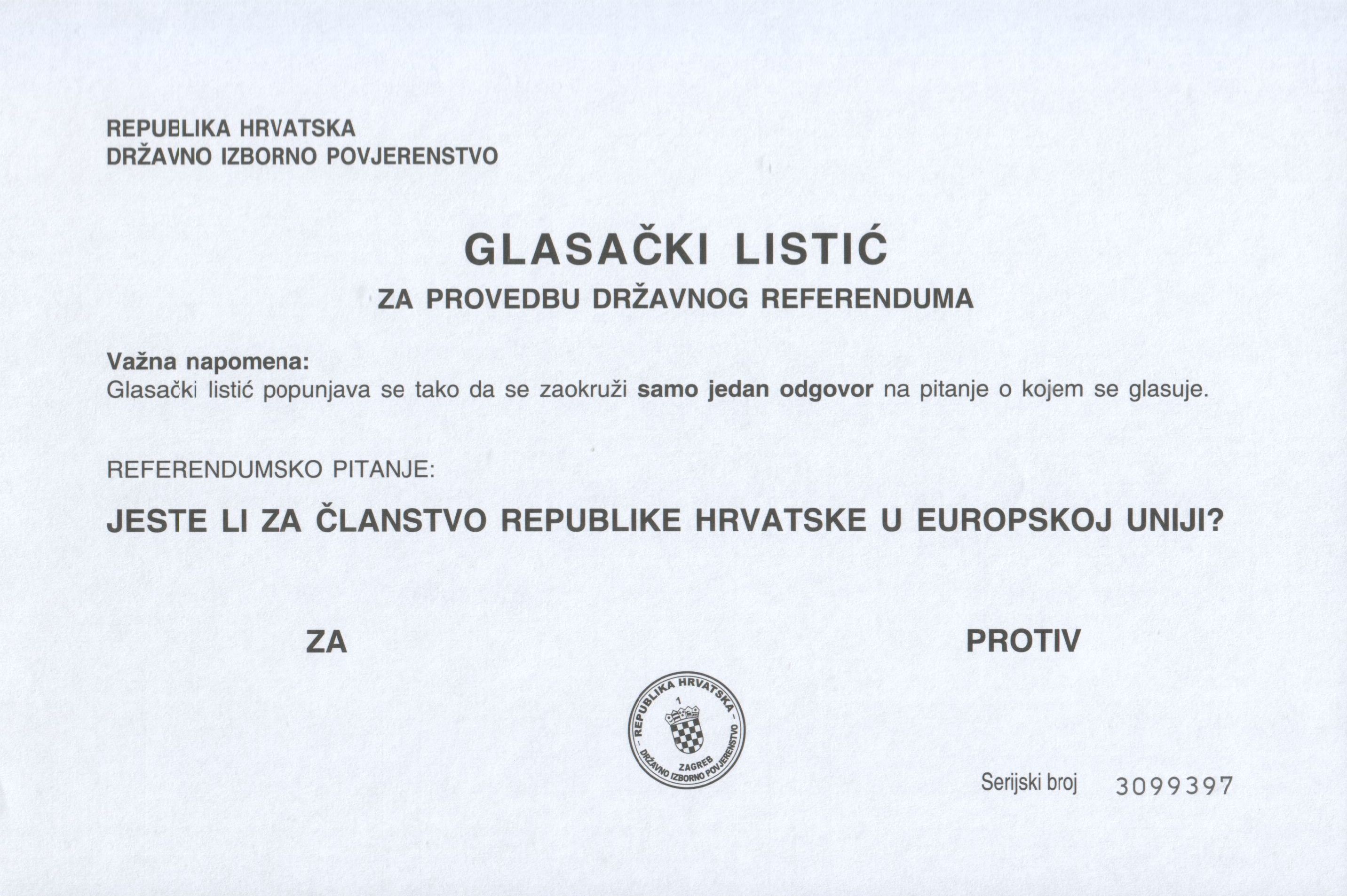
Бюллетень с единственным вопросом: «Вы за членство Республики Хорватии в Европейском союзе?»

Явка составила 43,51 %, из которых две трети (66,27 %) высказались за присоединение Хорватии к ЕС и одна треть (33,13 %) — против. Во всех регионах страны большинство составили сторонники ЕС.
Таким образом, 1 июля 2013 Хорватия стала полноправным членом Европейского союза.